# Patrick Suppes
Patrick Suppes (* 17. März 1922 in Tulsa, Oklahoma, USA; † 17. November 2014 in Stanford, Kalifornien) war ein amerikanischer Wissenschaftstheoretiker. Der Denker hat u. a. die klassische post-Tarski-Darstellung der Definition formaler Definitionen erarbeitet.

## Leben
Nach dem Studium der Mathematik und Philosophie an der Universität von Oklahoma, Tulsa und Chicago wurde Suppes nach mehreren Stationen Professor für Wissenschaftstheorie an der Universität Stanford.
Er war ein Vertreter der modell-theoretischen Sicht in der Wissenschaftstheorie und publizierte zur Philosophie der Mathematik.

## Werk
1957 veröffentlichte der Philosoph Introduction to Logic als ersten Band einer von John L. Kelley und Paul R. Halmos herausgegebenen einführenden Reihe für Studenten der Mathematik im Grundstudium. Im ersten Teil des Werks entwickelte Suppes eine weithin verwendete Definition und darauf aufbauend eine erläuternde darstellende Theorie formaler Definitionen. Die Theorie formaler Definitionen von Nuel Belnap baut in ihrem historischen Verständnis auf Suppes auf.
Wissenschaftshistorisch wird Suppes zusammen mit Nancy Cartwright, Ian Hacking und John Dupré der Stanford-Schule in der Wissenschaftstheorie zugerechnet. Diese eint der kritische Umgang mit dem reduktionistischen Ideal der Einheitswissenschaft.
1962 hielt er einen Vortrag auf dem Internationalen Mathematikerkongress in Stockholm (The learning of mathematical concepts) und hielt 1999 die Tarski Lectures. Er war Mitglied der American Academy of Arts and Sciences (seit 1968), der National Academy of Sciences (seit 1978), der American Philosophical Society (seit 1991) und auswärtiges Mitglied der Norwegischen Akademie der Wissenschaften.

## Publikationen
- Introduction to Logic. Van Nostrand, New York NY u. a. 1957, (Zahlreiche Auflagen).
- Axiomatic Set Theory. Van Nostrand, Princeton NJ u. a. 1960, (Zahlreiche Auflagen).
- Shirley Hill: A First Course in Mathematical Logic. Blaisdell, Waltham MA 1964.
- mit David Krantz, R. Duncan Luce, Amos Tversky: Foundations of Measurement. 3 Bände. Academic Press, New York NY u. a. 1971–1990;
  - Band 1: Additive and Polynomial Representations. 1971;
  - Band 2: Geometrical, Threshold, and Probabilistic Representations. 1989;
  - Band 3: Representation, Axiomatization and Invariance. 1990.
- als Herausgeber: Logic and Probability in Quantum Mechanics (= Synthese Library. 78). Dordrecht u. a. Reidel, 1976, ISBN 90-277-0570-4.
- Paul Humphreys (Hrsg.): Patrick Suppes: Probabilistic Metaphysics. 3 Bände. Kluwer, Dordrecht u. a. 1994, ISBN 0-7923-2554-0;
  - Band 1: Probability and Probabilistic Causality (= Synthese Library. 233). 1994, ISBN 0-7923-2552-4;
  - Band 2: Philosophy of Physics, Theory Structure, and Measurement Theory (= Synthese Library. 234). 1994, ISBN 0-7923-2553-2;
  - Band 3: Language, Logic, and Psychology (= Synthese Library. 235). 1994, ISBN 0-7923-2862-0.
- Representation and Invariance of Scientific Structures (= CSLI lecture notes. 130). Center for the Study of Language and Information, Stanford CA 2002, ISBN 1-57586-333-2.

## Preise
- Lauener Preis (2004)